# Natale alle Hawaii
Natale alle Hawaii (Same Time, Next Christmas) è un film televisivo del 2019 diretto da Stephen Herek che vede come protagonista Lea Michele. È andato in onda il 5 dicembre 2019 sulla rete televisiva ABC.
In Italia è stato trasmesso in prima visione su Rai 2 il 26 dicembre 2020.

## Trama
Jeff e Olivia sono due ragazzi che festeggiano il Natale con le loro famiglie alle Hawaii sin da piccoli. Col passare degli anni tra di loro nasce l'amore che si disgrega dopo un tragico evento: la morte della madre di Jeff. Dopo due decenni, ormai grandi, si ritrovano alle Hawaii: lei è un brillante architetto mentre lui sta divorziando e ha una figlia. Anche il nuovo fidanzato di Olivia arriva sull'isola e le chiede di sposarla. Sembra che tutto vada per il verso giusto ma la passione tra i due non si è mai spenta. Così Olivia rompe il matrimonio per coronare il suo amore per Jeff. L'anno seguente si sposano sulla scogliera del loro primo tuffo.

## Produzione
Il film è stato girato alle Hawaii nell'estate 2019.